# Obchodní blok
Obchodní blok je typ mezivládní dohody, často součást regionální mezivládní organizace, kde jsou obchodní bariéry (celní tarify a jiné) mezi členskými státy redukovány nebo zrušeny.

## Popis
Historické obchodní bloky jsou například
- Hanza - svazek německých obchodní měst založený v polovině 12. století
- Německý celní spolek (Zollverein) - celní unie založená v roce 1834 atd.

Mnoho obchodních bloků vzniklo 60. a 70. letech 20. století a v 90. letech po revolucích ve střední Evropě. V roce 1997 víc než polovina světového obchodu probíhala v regionálních obchodních blocích. Ekonom Jeffrey J. Schott z Petersonova institutu pro mezinárodní ekonomiku uvedl, že členové úspěšných obchodních bloků sdílejí čtyři společné prvky:
- podobná úroveň HDP na osobu
- podobná poloha
- kompatibilní obchodní režimy
- politický příspěvek k regionální organizaci.

Mnoho zástanců globálního volného obchodu je proti obchodním blokům, protože podporu regionálního volného obchodu považují za zpomalení globálního volného obchodu. Argumentují, že globální volný obchod je v zájmu každé země, protože může vytvořit víc příležitostí na proměnu lokálních zdrojů na zboží a služby, které spotřebitelé poptávají v současnosti a budou i v budoucnosti. Profesoři a ekonomové však diskutují, zda opravdu regionální obchodní bloky fragmentují globální ekonomiku nebo podporují rozvoj existujících globálních multilaterálních obchodních systémů.
Obchodní bloky mohou být samostatné smlouvy mezi několika státy (jako Dohoda USA–Mexiko–Kanada) nebo součást regionální organizace (jako Evropská unie, Mercosur). V závislosti na stupni ekonomické integrace, obchodní bloky se dají klasifikovat jako preferenční obchodní zóny, zóny volného obchodu, celní unie, společné trhy nebo ekonomické a měnové unie.